# Tiago Azulão
Tiago Lima Leal, meglio noto come Tiago Azulão (San Paolo, 26 marzo 1988), è un calciatore brasiliano, attaccante del Petro Atlético.

## Carriera
In carriera ha giocato 6 partite nella fase a gironi della CAF Confederation Cup, realizzando due reti.

## Palmarès

### Club

#### Competizioni nazionali
- Coppa d'Angola: 1

Petro Atlético: 2017